# 로저스 커뮤니케이션스

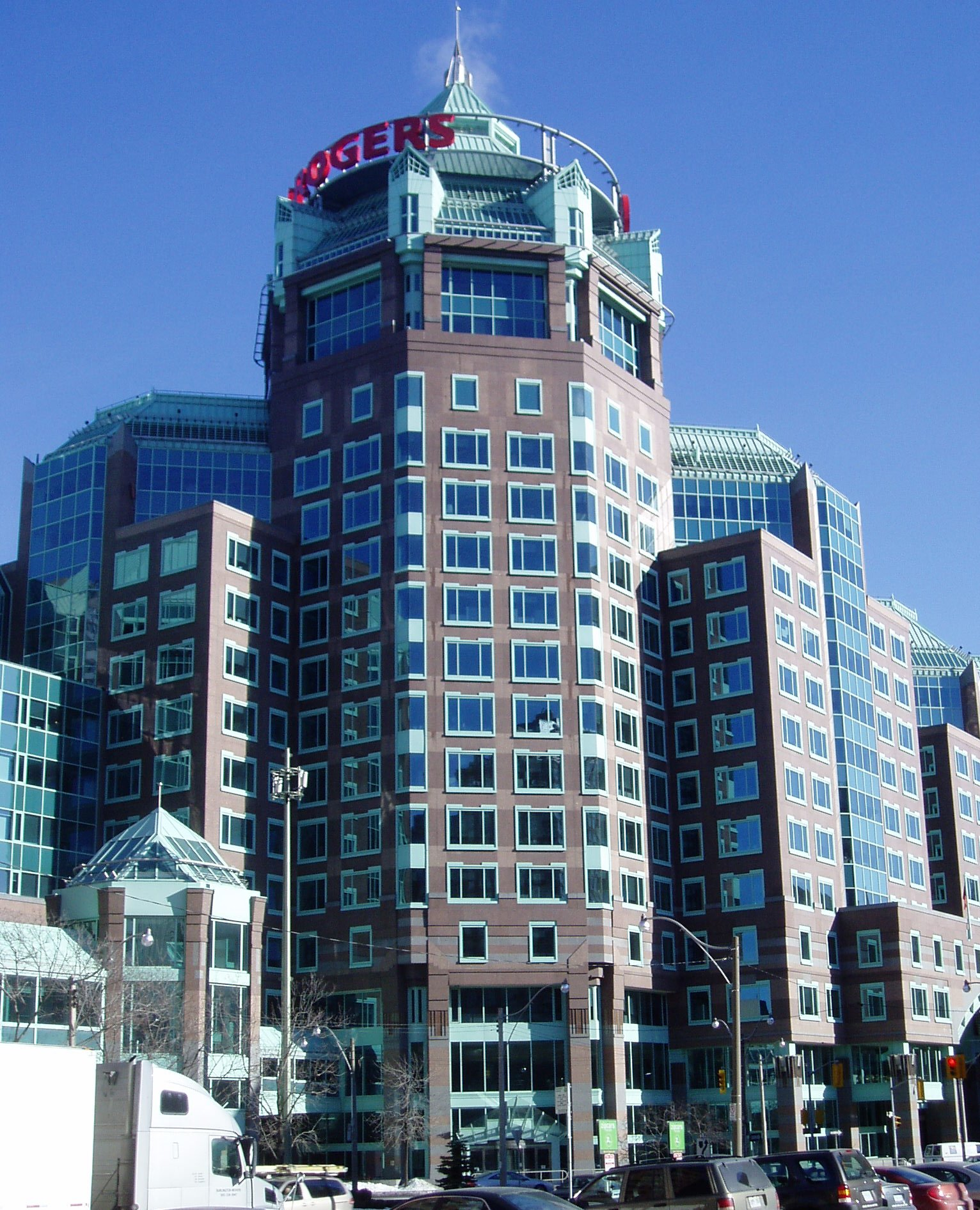

로저스 커뮤니케이션스(Rogers Communications Inc.)(TSX: RCI.A, TSX: RCI.B, NYSE: RCI)는 캐나다에서 가장 큰 통신회사다. 1920년 캐나다 온타리오주 토론토에서 설립되었으며 전화, 이동통신, 케이블TV, 인터넷 망, 출판, 방송국 등의 사업을 하고 있다. 스포츠 마케팅도 활발하여 2000년 메이저 리그 야구팀 토론토 블루제이스를 인수하였고, 2004년 캐나다에서 가장 큰 다목적 실내 경기시설이자 토론토 블루제이스 홈구장인 스카이돔(SkyDome)을 인수하고 2005년에 로저스 센터로 이름을 바꿨다. 2010년 내셔널 하키 리그 하키팀 밴쿠버 캐넉스의 스폰서를 맡았다.

## 같이 보기
- 토론토 블루제이스
- 밴쿠버 캐넉스
- 로저스 센터
- 내셔널 하키 리그